# Artemisia nova
Artemisia nova és una espècie de planta amb flors del gènere Artemisia dins la família de les asteràcies nativa de l'oest dels Estats Units d'Amèrica.

## Morfologia

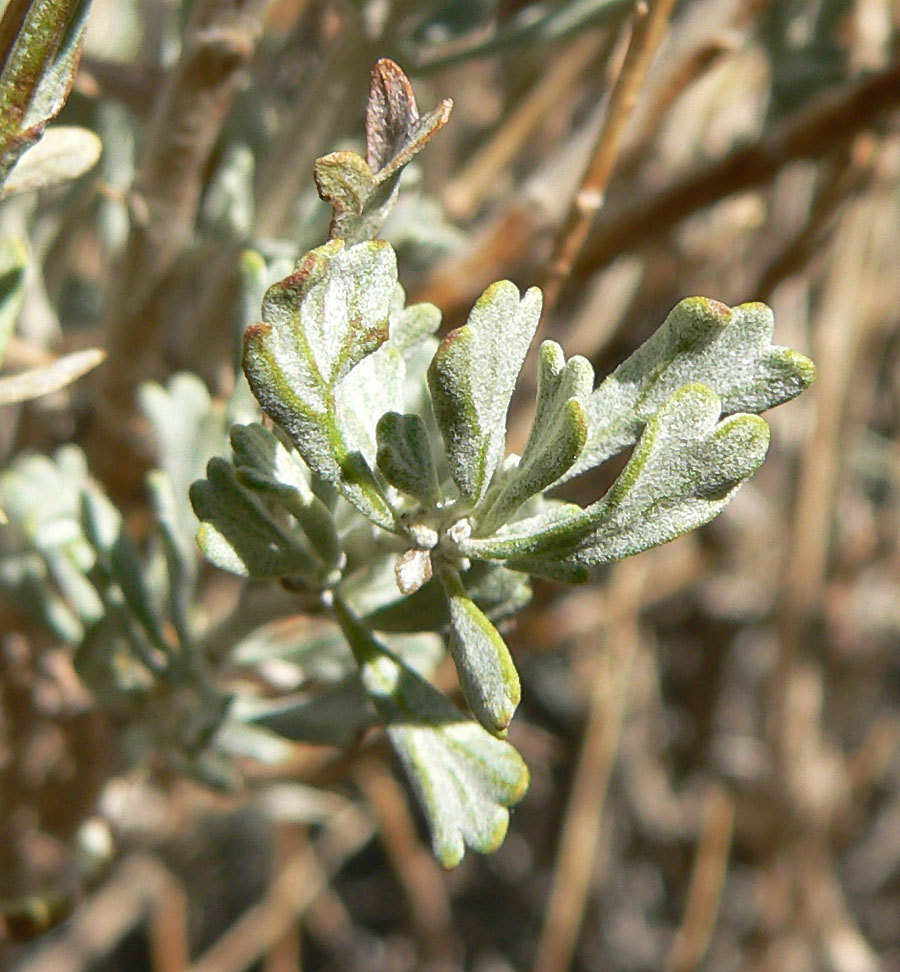
Detall de les fulles

Es tracta d'un dels arbustos més comuns de l'oest dels Estats Units. La seva identificació és, a vegades, difícil, ja que aquesta espècie és similar en aparença a Artemisia arbuscula, i fàcilment s'hibrida amb Artemisia tridentata quan creixen a la mateixa zona, donant lloc a formes intermèdies. Alhora, A. nova té dues formes morfològiques principals: una més fosca, més fàcil de reconèixer, i una menys freqüent de color gris verdós que s'assembla molt a les altres espècies d'Artemisia.
En general, aquest arbust és petit i erecte i produeix tiges ramificades des d'una base central. Sol arribar a mesurar de 20 a 30 cm d'alçada, però hi ha espècimens que excedeixen els 70 cm d'alçada. Les fulles són aromàtiques i de color verd, curtes i estretes i, de vegades, dentades a la punta. Aquesta espècie es pot distingir dels seus parents d'aspecte similar pels pèls glandulars negres de la punta de les seves fulles. Les inflorescències són en forma de raïms de caps de flors. El fruit és un petit aqueni de fins a un mil·límetre de llarg. La planta es reprodueix a partir de llavors, excepte en molt rares ocasions quan es reprodueix vegetativament per colgats.

## Taxonomia
Aquest tàxon va ser publicat per primer cop l'any 1900 al Bulletin of the Torrey Botanical Club pel botànic estatunidenc Aven Nelson.
Els següents noms científics són sinònims d'Artemisia nova:
- Artemisia arbuscula subsp. nova (A.Nelson) G.H.Ward
- Artemisia arbuscula var. nova (A.Nelson) Cronquist
- Artemisia nova var. duchesnicola S.L.Welsh & Goodrich
- Artemisia tridentata var. nova (A.Nelson) McMinn
- Artemisia tridentata subsp. nova H.M.Hall & Clem.
- Seriphidium novum (A.Nelson) W.A.Weber